# Stromatopelma calceatum
Stromatopelma calceatum är en spindelart som först beskrevs av Fabricius 1793.  Stromatopelma calceatum ingår i släktet Stromatopelma och familjen fågelspindlar. Utöver nominatformen finns också underarten S. c. griseipes.